# Alexander Huzman
Alexander Huzman est un joueur d'échecs soviétique puis ukrainien et israélien, né le 10 avril 1962 à Jitomir.
Au 1er avril 2018, il est le onzième joueur israélien avec un classement Elo de 2 571 points.

## Biographie et carrière
Grand maître international depuis 1991, Huzman a remporté les tournois de :
- Bakou (tournoi international) 1988 (devant Malaniouk et Maguerramov)[2]
- Vrnjačka Banja 1991 (ex æquo avec Topalov) ;
- Amsterdam 1994 (mémorial Donner) ;
- l'open du Festival d'échecs de Bienne en 2000, battu en finale au départage par Boris Avroukh[3] ;
- Ashdod 2003 ;
- Montréal, groupe B en 2006[4].

## Compétitions par équipe
Huzman a représenté Israël lors de cinq olymiades (en 1996, 2000, 2002, 2004 et 2006), son équipe terminant à la quatrième place en 2006 et cinquième en 2000 et 2004.